# Steve Hanley (rugbista)
Steven Melvyn Hanley (Whitehaven, 11 giugno 1979) è un ex rugbista internazionale per l'Inghilterra, già tre quarti ala del Sale Sharks per tutta la sua carriera professionistica.

## Biografia
Nativo della zona del Lake District in Cumbria, si formò rugbisticamente ad Aspatria e a 18 anni fu ingaggiato come professionista nella Grande Manchester al Sale Sharks.
Dopo appena un anno di attività professionistica fu convocato in nazionale inglese da Clive Woodward che lo schierò nell'ultimo incontro del Cinque Nazioni 1999: nonostante la sconfitta contro il Galles, Hanley esordì con meta.
Nonostante il promettente esordio, quella rimase l'unica presenza internazionale di sempre per Hanley, che tentò di spiegare il suo mancato ulteriore utilizzo con la fiducia di Woodward verso il gruppo vincente di giocatori a disposizione, che non gli imponeva necessità di cambi sostanziali.
Con Sale vinse due Challenge Cup, nel  2002 e nel 2005, e un titolo di Premiership nel 2006, nonché a titolo personale il riconoscimento di miglior realizzatore di mete per due campionati consecutivi, nel 2003 e 2004; la sua carriera terminò a soli 28 anni a Bayonne in Challenge Cup nel dicembre 2007: a seguito di un incidente di gioco alla schiena i medici gli sconsigliarono il proseguimento dell'attività agonistica di alto livello, e a luglio 2008 annunciò di aver posto fine alla sua carriera sportiva; in 10 anni di carriera professionistica marcò 104 mete per Sale, di cui 75 in Premiership.
Dopo il ritiro Hanley fu ingaggiato dallo stesso Sale Sharks come organizzatore di eventi e dirigente nell'area marketing del club.

## Palmarès
- Premiership: 1
Sale Sharks: 2005-06
- Challenge Cup: 2
Sale Sharks: 2001-02, 2004-05